# ماريكو يوشيكاوا
ماريكو يوشيكاوا (باليابانية: 吉川真理子) هي مبارزة بالسيف يابانية، ولدت في 1 نوفمبر 1951.

## وصلات خارجية
- ماريكو يوشيكاوا على موقع أوليمبيديا (الإنجليزية)